# José Félix Quiroz

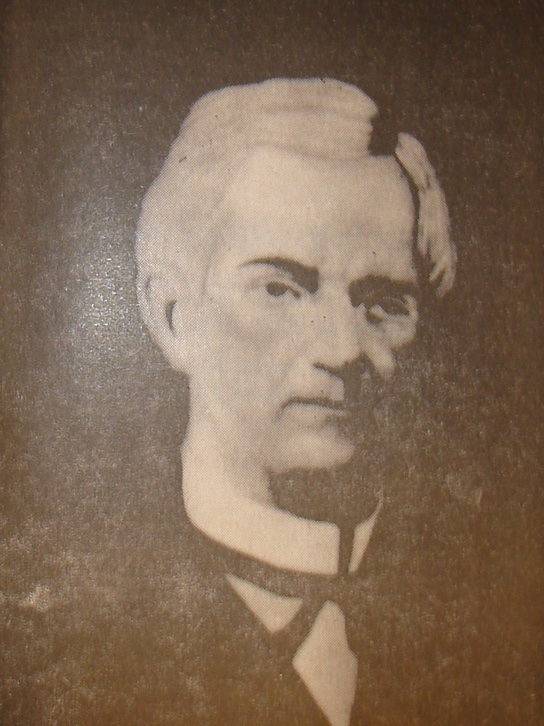
Porträt von José Félix Quiroz (1851)

José Félix Quiroz, auch José Félix Quirós geschrieben, (* 1811 in San Miguel (El Salvador); † 1883 ebenda) war zweimal Supremo Director von El Salvador.

## Leben
José Félix Quiroz  war ein einflussreicher Handelsunternehmer aus San Miguel.
Er war ein ergebener Freund von Gerardo Barrios.
1836 wurde Quiroz Vorsitzender des obersten Gerichtshofes in El Salvador.
Von 20. Februar 1846 bis 1. Februar 1848 war Quiroz Stellvertreter des Supremo Directors Eugenio Aguilar Gonzalez Batres
Von 3. bis 7. Februar 1848 war Quiroz Supremo Directors
Von 1. März bis 3. Mai 1851 war Quiroz Supremo Director von El Salvador.
Im Regierungskabinett von Rafael Campo Pomar 12. Februar 1856 bis 27. Februar 1857 war Quiroz Regierungsminister.
Im Regierungskabinett von Gerardo Barrios war Quiroz von 1860 bis 1863 Innenminister.